# Касілов Ігор Володимирович
І́гор Володи́мирович Касі́лов (рос. Игорь Владимирович Касилов; нар. 31 травня 1966, Тольятті, Куйбишівська область, РРФСР, СРСР) — російський актор, гуморист, телеведучий та режисер. Учасник російського естрадного дуету «Нові Російські Бабки»: образ — Клавдія Іванівна Цвєточек.

## Біографія
Ігор Касілов народився 31 травня 1966 року в місті Тольятті Куйбишівської області, в сім'ї робітника на заводі та товарознавиці. Його батьки розлучилися. Ігор був з татом, а сестра була з мамою.
Навчався в Тольяттинському політехнічному інституті, був членом комітету ВЛКСМ, на 2-му курсі був призваний до лав Радянської армії, служив у ракетних військах у Казахстані, після служби вступив на 3-й курс політеху, в якому познайомився зі своєю майбутньою дружиною Оленою Назаренко та Сергієм Чвановим, з яким виступав на студентській сцені. Паралельно Ігор працював актором у театрі «Колесо». Студентське прізвисько Ігора Касілова було «Кася».
Закінчив театральні курси ДІТМу при театрі «Колесо» під керівництвом Гліба Дроздова. Після закінчення курсів став провідним актором того ж таки театру. Переграв усі головні чоловічі ролі та сам став ставити спектаклі. Через деякий час закінчив у Москві театральні курси Петра Фоменка.
На початку 1990-х років Касілов разом із Сергієм Чвановим вів гумористичну програму «Десерт» на каналі «ЛІК» у м. Тольятті, знімався у передачі Ігоря Угольнікова «Оба-на!», щомісяця вони літали до Москви на зйомки. Працювали конферансьє у різних знаменитостей.

## Кар'єра
Працюючи на самарському телебаченні, Касілов та Чванов створили дует «Нові Російські Бабки» (рос. Новые Русские Бабки). Зйомки йшли у селі, майбутні артисти відпочивали на лавці поряд із місцевими бабцями. Спочатку просто слухали їхні розмови, а потім стали повторювати їхню говірку. Місцевої популярності «бабки» здобули в ефірі тольяттинської радіостанції «Август». Спочатку дует крутив невеликі заставки у формі бабусиних діалогів, а за кілька місяців уже вийшов у прямий ефір. На піку їхньої популярності з'явилася відеокасета «150 мульок від бабульок».
Матрона (Сергій Чванов) і Цвєточек (Ігор Касілов) дуже швидко заповнили собою всі гумористичні програми російського телебачення — «Аншлаг», «Сміхопанораму», «Криве Дзеркало», «Жарт за жартом» та інші.
В 1999 році виступали в кубку гумору Євгена Петросяна; лауреати того ж конкурсу — Юрій Гальцев та Андрій Данилко. Тоді ж відбувся перший сольний концерт «бабок» у Московському державному театрі естради.
Разом із Сергієм Чвановим Ігор переїхав до Москви. Працював у Московському театрі естрадних мініатюр імені Євгена Петросяна, з 2003 року виступав на телепередачі «Криве Дзеркало» (з 1 по 64 випуск). 
У 2009 році разом із Сергій Чвановим пішов із «Кривого Дзеркала». Спільний дует Ігора Касілова та Сергія Чванова «Нові Російські Бабки» з 2005 по 2012 рік та з 2018 року вів разом з Миколою Басковим телепередачу «Суботній вечір» на каналі «Росія». В дуеті з Сергієм Чвановим також перемогли в першому сезоні шоу «Це смішно» на каналі «Росія-1». З червня 2015 року — ведучі нового розважального гумористичного шоу «Вулиця Весела» на каналі «Росія-1».
У 2015 році, у співавторстві з Андрієм Бєляніним, випустив книгу «Гаврюша та красиві».

## Особисте життя
Сам Ігор одружений. В даний час проживає з сім'єю та матір'ю в Москві, сестра в Тольятті.
- Дружина — Олена Касілова (дівоче — Назаренко)
  - син — Єгор Касілов

## Участь в проєктах

### Телепередачі
- «Жарт за жартом»
- «Криве Дзеркало»
- «Сміхопанорама»
- «Блакитний вогник на Шаболовці»
- «Шансон року 2003»
- Фестиваль гумору «Юрмала»
- «Суботній вечір»
- «Гуморина»
- «Ізмайлівський парк»
- «Новорічний парад зірок»
- «Це смішно»
- «Вулиця Весела»
- «КВК 2013» (СТЕМ з зіркою)

### Пародії
«Нових Російських Бабок» пародіювали у програмах «Джентльмен-шоу» (у рубриці «Косе Дзеркало») та «Велика різниця».

## Фільмографія
| Рік  | Назва                                                                 | Роль                               |
| ---- | --------------------------------------------------------------------- | ---------------------------------- |
| 2005 | Єралаш №185: Подарунок феї (рос. Ералаш №185: Подарок феи)            | фея Цвєточек                       |
| 2007 | Королівство кривих дзеркал (рос. Королевство кривых зеркал)           | Цвєточек                           |
| 2009 | Золотий ключик (рос. Золотой ключик)                                  | черепаха Тортіла                   |
| 2010 | Дві дами в Амстердамі (рос. Две дамы в Амстердаме; не був завершений) | Цвєточек голландський поліцейський |
| 2010 | Морозко                                                               | ворожка                            |
| 2011 | Нові пригоди Аладдіна (рос. Новые приключения Аладдина)               | дівчина-краса                      |
| 2013 | Козача казка (рос. Казачья сказка; не був завершений)                 | Баба-Яга                           |